# Elecciones presidenciales de Ghana de 1960
Las elecciones presidenciales de Ghana 1960 se realizaron el 27 de abril de 1960. Fueron las primeras elecciones presidenciales celebradas en el país, puesto que en ese momento Ghana era una monarquía parlamentaria de la Mancomunidad de Naciones desde su independencia en 1957. Simultáneamente con las elecciones presidenciales, se celebró un referéndum sobre si el país debía conservar la monarquía o convertirse en una república. Al haber solo dos candidatos a la presidencia, el Primer ministro Kwame Nkrumah y el líder del Partido Unido, Joseph Boakye Danquah, la elección fue en sí también un plebiscito sobre cual de los dos debía ser el primer Presidente de la República si era aprobada la nueva constitución (lo cual se hizo).
Nkrumah obtuvo una victoria con el 89.07% de los votos Debido a esto, el gobierno tomó el plebiscito como "otro mandato del pueblo" para la Asamblea Legislativa elegida en 1956, por lo que las elecciones parlamentarias no se realizaron hasta después del establecimiento del unipartidismo. No volverían a realizarse elecciones multipartidistas en el país hasta 1969, después del derrocamiento del Presidente.

## Resultados
|  | 89.07 % |

|  | 10.93 % |

## Consecuencias
Después de ganar las elecciones y la aprobación de la nueva Constitución en el referéndum simultáneo (con un resultado un poco menor que el obtenido en las presidenciales), Nkrumah fue juramentado como Presidente de la República de Ghana el 1 de julio de 1960, en sustitución del Gobernador General William Hare como jefe de Estado. Danquah fue encarcelado al año siguiente bajo la Ley de Detención Preventiva, pero solo estuvo encerrado por un año. Tras su liberación, fue elegido Presidente de la Asociación de Abogados de Ghana. Fue encarcelado nuevamente en 1964 y murió en la cárcel. Ese mismo año, otro referéndum declaró al país un estado de partido único, aunque esta situación solo se mantendría por poco más de dos años hasta el golpe de Estado que derrocó a Nkrumah en febrero de 1966.